# Johann Jacob Gantesweiler
Johann Jacob Gantesweiler (auch Jakob oder Jacob Gantesweiler; * 2. April 1631 in Basel; † 25. März 1691 in Duisburg) war ein deutscher reformierter Theologe und Hochschullehrer.

## Leben
Gantesweiler wurde in Basel, Lausanne und Genf ausgebildet. Bereits 1649 wurde er Lehrer am Pädagogium in Herborn, 1652 erhielt er die Professur der Beredsamkeit an der Hohen Schule Herborn, zudem wurde er Pädagogiarch. Um 1654 wurde er von Achatius von Hohenfeld zum Inspektor der Kirchen und Schulen in den Grafschaften Dietz und Beilstein berufen. In diesem Zug erhielt er die Titel Professor und Pädagogiarch.
Gantesweiler wurde 1665 als Professor primarius der Theologie und Philosophie an die Hohe Landesschule nach Hanau berufen. Außerdem wurde er am 21. Februar 1665 feierlich in das Amt des Rektors eingeführt. Während er bis 1677/1678 als Professor primarius wirkte, wurde er bereits im April 1670 vom Amt als Rektor der Landesschule entbunden. Am 27. Juni 1676 erfolgte an der Universität Marburg seine Promotion zum Doktor der Theologie.
Gantesweiler folgte 1678 einem Ruf als Professor der Theologie an die Universität Duisburg. Dort war er außerdem Dekan der Theologischen Fakultät. An der Duisburger Universität wirkte er bis zu seinem Tod.

## Werke (Auswahl)
- Arena Christiano-Turcica, Seu Dissertatio Politica, Qvâ, Magnum Turcarum Monarcham, à Christianis Principibus vinci, debellariq́ve posse, ostenditur, Herborn 1662.
- Der Göttin Minervae, Hanauischer Weißheits-Tempel: Oder Johann-Jacob Gantesvilers Von Underscheyd der Religionen in einem gemeynen Wesen, Lasché, Hanau 1665.
- Scrutinium, De Loquela Angelorum, 3 Bände, Duisburg 1882–1885.